# Макао
Макао (кин: 澳门, порт. Macau), званично Макао специјална административна област Народне Републике Кине (кин: 中華人民共和國澳門特別行政區, кинески-мандаринскиⓘ, кинески-кантонскиⓘ; португалски: Região Administrativa Especial de Macau da República Popular da China португалскиⓘ), административни део Португалије до 1999. године, Макао је најстарија европска колонија у Кини, још од 16. века (1557). Макао је од 1999. једна од две специјалне административне области у Кини, поред Хонгконга. Становници Макаоа углавном говоре кантонски кинески. Мандарински кинески, португалски и енглески су такође у употреби.
Макао је богат споменицима из колонијалног доба. Главни извори прихода су туризам (године 2000. било је 8 милиона посетилаца) и игре на срећу, због чега Макао зову „Монте Карло истока“. Најпопуларнија игра је Паи Гоу, врста кинеских домина. У оближњем Хонгконгу, као и у Кини, коцкање је забрањено. Године 2004, област је зарадила 5 милијарди америчких долара од игара на срећу. По томе се Макао изједначио са Лас Вегасом. Град је такође познат по ауто-тркама које се одржавају сваке године у новембру. Такође, сваке године се одржава такмичење ватромета у којем учествују бројне земље света. За време такмичења сваке суботе се представљају по две државе.
У Макау је коцкање тренутно у великој експанзији, јер је од скора дозвољено и компаније из Лас Вегаса отварају казина. Казино „The Venetian“, који је отворен 2007, је 6. зграда а највећи казино на свету по површини. С обзиром на то да у остатку Кине коцкање није дозвољено ово је основна привредна грана овог града, па су укупни приходи од коцкања више од седам пута већи него у Лас Вегасу.

## Етимологија
Сматра се да име „Макао” тј. Макау (португалски изговор поМФА: [mɐ.'kaw]) долази од имена храма A-Ma (Templo de A-Má, 媽閣廟, кантонски: Māgok Miuh) који је изграђен 1448. и посвећен богињи морепловаца и рибара. Неколико стотина година након изградње храма, дошли су Португалци и питали локално становништво за име мјеста, на шта су они одговорили да се мјесто назвало по заливу A-Ma (A-Ma-Gao). Полуострво је тако названо, а име Амагао је у модерни језик уведен као Макау.

## Историја
Историја Макаоа сеже у Ћин династију (221-206. п. н. е.), када је регион који се сада зове Макао налазио под надлежношћу Паниу рејона, префектуре Нанхаи (модерни Гуангдунг). Први кинески становници овог подручја били су људи који су тражили уточиште у Макаоу за вријеме инвазије Монгола током династије Јужни Сунг. Током династије Минг (1368—1644), рибари су мигрирали у Макао из Гуандонга и Фуђена. Староседеоци су се звали Танака или људи у чамцима.
Макао се није развио као веће насеље док Португал није стигао у 16. вијеку. 1513. године Жоржи Алвареш је постао први Португалац који је дошао у Кину. 1535. португалски трговци су стекли право на усидре бродове у Макаовим лукама и обављају трговинске дјелатности, али не и право да остану на копну. Између 1552. и 1553. године добили су привремену дозволу за подизање складишта на копну, како би могли да осуше робу која се уквасила морском водом; они су убрзо изградили примитивне камене куће око тог подручја, сада познатог као Нам Ван.

## Географија
Макао се налази 60 km југозападно од Хонгконгa и 145 km од Гуангџоа. Састоји се од полуострва Макао, и острва Таипа и Колоане која су спојена земљом која је узета од мора. Полуострво обликује естуар Бисерна река на истоку и Кси Западна ријека на западу. Граничи се са са Посебном економског зоном Џухај у копненој Кини. Полуострво Макао је првобитно било острво, али с временом копнена маса је повезана уским слојем. У 17. веку, људским дјеловањем Макао је трансформисан у полуострво. Због густе градске инфраструктуре у Макаоу нема обрадиве површина, пашњака или шума. Због ове чињенице, људи у Макаоу су увек гледали на море као средство преживљавања.

### Клима
У Макау влада влажна суптропска клима на коју утичу сезонски монсуни, па стога постоји значајна разлика између љетне и зимске температуре. Просечна годишња температура у Макау је 22,7 °C. Јул је најтоплији месец у години, са месечним просеком од 28,6 °C, а дневне температуре су обично изнад 30 °C. Најхладнији мјесец у години је јануар, са просеком од 14,5 °C, а повремено температура пада испод 10 °C. Због тога што се налази у обалном подручју јужне Кине, има обилне падавине са годишњим просеком од 2.030 милиметара. Зиме су суве, због монсуна из континенталне Кине. Влажност је висока, а просек варира између 75% и 90%.
| Клима (Макао)              | Клима (Макао) | Клима (Макао) | Клима (Макао) | Клима (Макао) | Клима (Макао)  | Клима (Макао)  | Клима (Макао)  | Клима (Макао)  | Клима (Макао) | Клима (Макао) | Клима (Макао) | Клима (Макао) | Клима (Макао)  |
| Показатељ \ Месец          | .Јан.         | .Феб.         | .Мар.         | .Апр.         | .Мај.          | .Јун.          | .Јул.          | .Авг.          | .Сеп.         | .Окт.         | .Нов.         | .Дец.         | .Год.          |
| -------------------------- | ------------- | ------------- | ------------- | ------------- | -------------- | -------------- | -------------- | -------------- | ------------- | ------------- | ------------- | ------------- | -------------- |
| Средњи максимум, °C (°F)   | 17,7 (63,9)   | 17,7 (63,9)   | 20,7 (69,3)   | 24,5 (76,1)   | 28,1 (82,6)    | 30,3 (86,5)    | 31,5 (88,7)    | 31,2 (88,2)    | 30,0 (86)     | 27,4 (81,3)   | 23,4 (74,1)   | 19,6 (67,3)   | 25,2 (77,4)    |
| Средњи минимум, °C (°F)    | 12,2 (54)     | 13,1 (55,6)   | 16,2 (61,2)   | 20,2 (68,4)   | 23,6 (74,5)    | 25,7 (78,3)    | 26,3 (79,3)    | 26,0 (78,8)    | 24,9 (76,8)   | 22,3 (72,1)   | 17,8 (64)     | 13,8 (56,8)   | 20,2 (68,4)    |
| Количина падавина, mm (in) | 32,4 (12,76)  | 58,8 (23,15)  | 82,5 (32,48)  | 217,4 (85,59) | 361,9 (142,48) | 339,7 (133,74) | 289,8 (114,09) | 351,6 (138,43) | 194,1 (76,42) | 116,9 (46,02) | 42,6 (16,77)  | 35,2 (13,86)  | 2,122 (0,8354) |
| [ тражи се извор ]         |               |               |               |               |                |                |                |                |               |               |               |               |                |

## Становништво
Према процени, у граду је 2009. живело 507.799 становника.
| 1990.   | 2000.   | 2009    |
| ------- | ------- | ------- |
| 355.693 | 433.337 | 507.799 |